# Acarospora thelococcoides
Acarospora thelococcoides es una especie de liquen, polvoriento y blanquecino, de la familia Acarosporaceae, crece en parches de hasta 10 cm de ancho en el suelo, especialmente en los suelos hechos de granito descompuesto.: 220  Crece de San Benito, California a Baja California, y tierra adentro a una altura máxima de 930 m s. n. m. Cada areola redondeada se vuelve más pruinosa (polvorienta) hacia la parte superior con un único apotecio redondo que está inmerso en un disco marrón oscuro, de modo que parece una colección de anillos blancos.: 220 
Las ascas son sacadas, con números variables de ascosporas globosas. Las pruebas de manchas de liquen son negativas, y con UV-. Es un indicador de hábitats de suelo inalterados